# Mamady Keita (homme politique)
Ne doit pas être confondu avec Mamady Keïta.
Pour les articles homonymes, voir Keita.
Mamady Keita, né le 15 octobre 1954 à Kankan en Guinée française, est un activiste et homme politique guinéen.
Conseiller technique au ministère de la pêche et de l'aquaculture de 2010 à 2019, il est inspecteur général au ministère des pêches, de l'aquaculture et de l'économie marition de 2019 à 2021,. Le 22 janvier 2022, il est nommé conseiller au sein du Conseil national de la transition (CNT) de la République de Guinée en tant que personne ressource.